# Iwo Jima

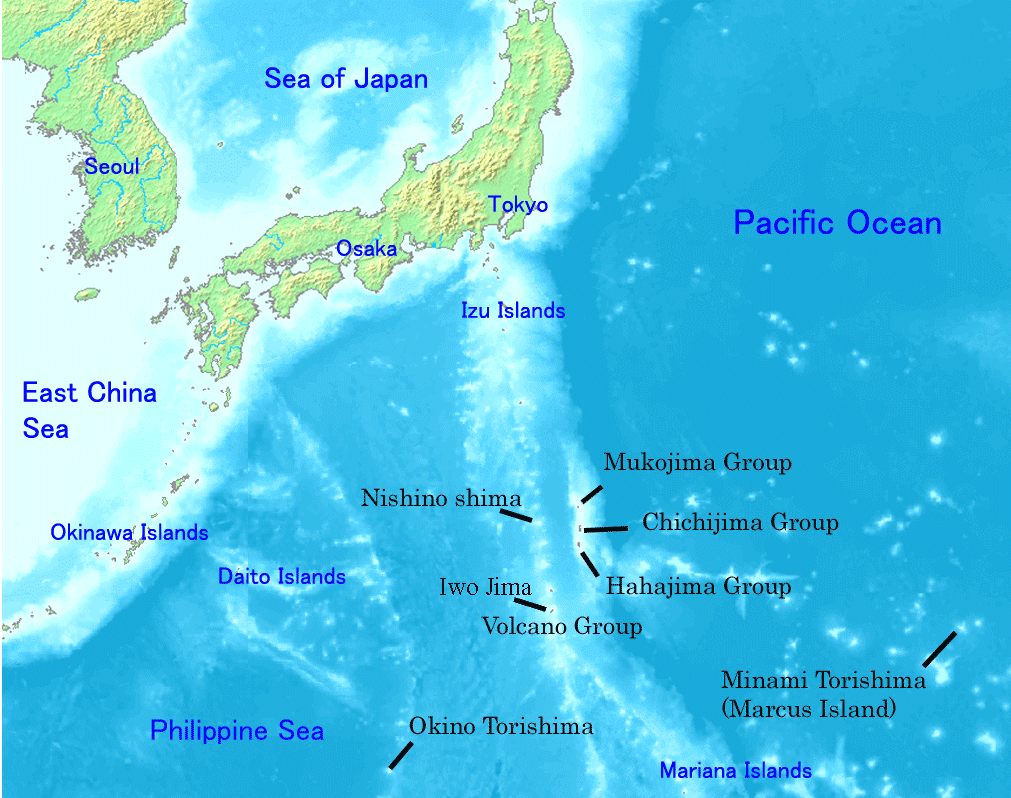
Vulkanöarnas läge i Stilla Havet.

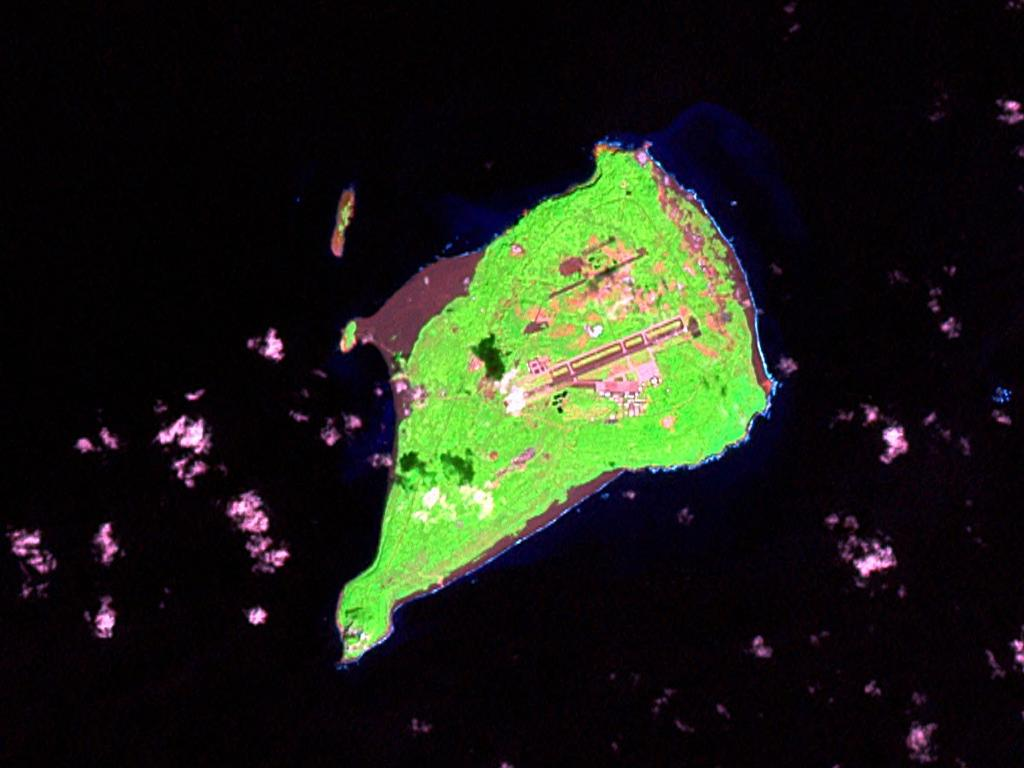
Satellitbild över Ioto.

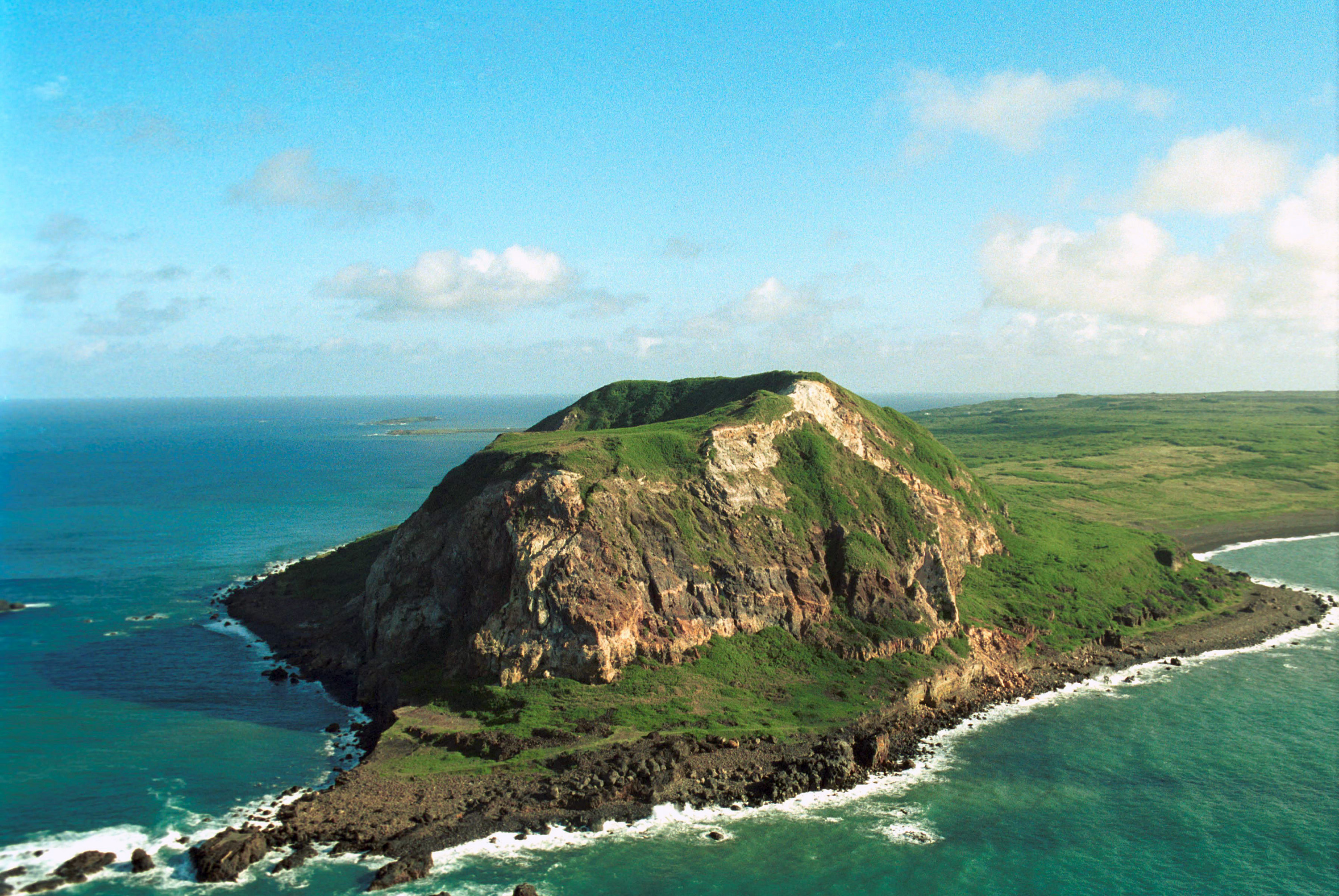
Suribachi-berget på Ioto.

Iwo Jima (japanska: 硫黄島?, Iōtō, "Svavelön"), även Ioto, är huvudön bland Vulkanöarna i nordvästra Stilla havet. Ön tillhör Japan. Här stod under Stilla havskriget det berömda slaget om Iwo Jima.

## Namn
Namnet på ön har uttalats och transkriberats på flera sätt, men de japanska tecknen har hela tiden varit de samma: 硫黄, Io (svavel) och 島, to (ö). Tecknet för ö kan läsas både tō och shima / jima. Öns invånare uttalade före kriget öns namn Iååtåå, vilket med dåtida transkribering skrevs Iwoto. Under kriget använde den japanska flottan felaktigt namnet Iwo-jima. Det namnet togs sedan över av amerikanerna, som sedan dess kallat ön Iwo Jima (särskrivet på engelska).
Efter en ortografisk reform 1946 ändrades transkriberingen till Io-jima, vilket ligger närmare de egentliga uttalet. Den 16 juni 2007 ändrades namnet officiellt från Io-jima åter till Iōtō, efter klagomål från tidigare öbor. Öns namn har således skrivits i tur och ordning Iwoto, Iwo-jima, Iojima och Ioto med latinska bokstäver utan makroner, medan namnet på japanska har varit oförändrat, om än felaktigt uttalat under själva kriget.

## Historia

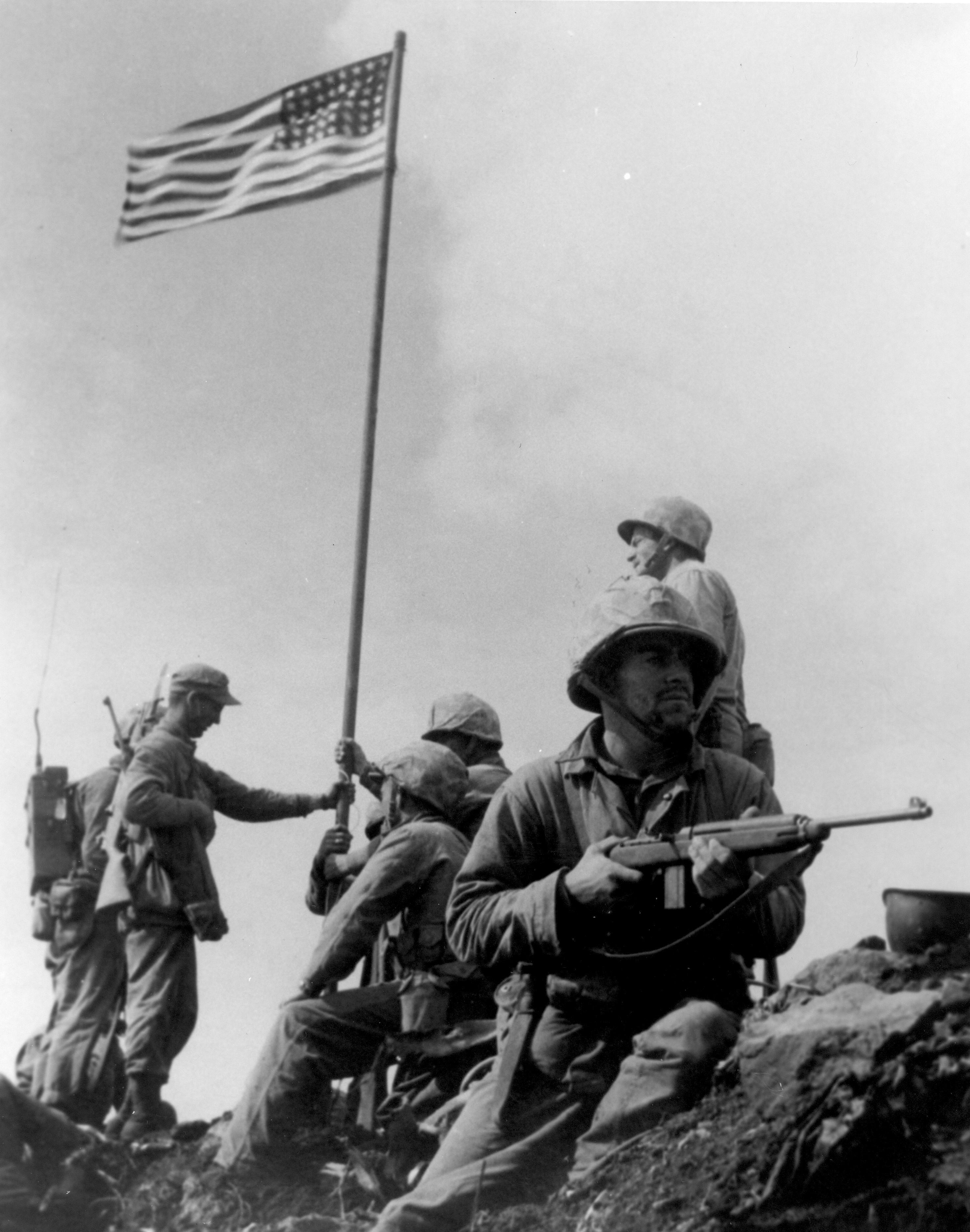
Amerikanerna reser sin flagga på toppen av Suribachi-yama efter slaget om Iwo Jima.

Det är osäkert när Vulkanöarna upptäcktes, de första dokumenterade japanska kontakterna skedde kring 1670 och då var öarna obebodda. 1891 annekterade Japan Ioto och de övriga Vulkanöarna. Senare anlade den kejserliga japanska flottan en flottbas på öns södra del.
Under andra världskriget befästes ön mer och mer och den civila befolkningen evakuerades i juni 1944.  Våren 1945 utspelades slaget om Iwo Jima mellan den 19 februari och den 26 mars kring Ioto. Det var ett av de största och mest betydande slagen i Stilla havet. Öarna ockuperades av USA som förvaltade dem fram till 1968 då de återlämnades till Japan. 2007 anmäldes Vulkanöarna tillsammans med övriga Ogasawaraöarna som världsarv på Unescos lista.

## Geografi
Ioto ligger cirka 148 kilometer sydöst om Chichijimaöarna och cirka 1 200 kilometer sydöst om Honshu. Ön är av vulkaniskt ursprung och har en areal om ca 21,0 km² med en längd på cirka 8 kilometer och en bredd på cirka 4 kilometer. Den är den mellerst belägna av de tre Vulkanöarna och den största: Den högsta höjden är vulkanen Suribati-yama, vars topp ligger cirka 166 m ö.h.
Ön saknar bofast befolkning men den japanska marinen driver idag en flygbas på ön som även används av såväl det japanska luftförsvaret som den amerikanska militären. Förvaltningsmässigt tillhör ön Tokyo prefektur på huvudön Honshu.